# Emma Jung

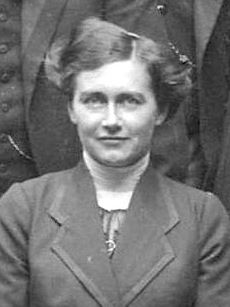
Emma Jung w 1911 r.

Emma Jung (z domu Rauschenbach, ur. 30 marca 1882 w Szafuzie, zm. 27 listopada 1955 w Zurychu) – szwajcarska psychoanalityk, żona Carla Gustava Junga.
Pochodziła ze starej i zamożnej rodziny szwajcarskich przemysłowców osiadłych w Szafuzie – to właśnie między innymi dzięki jej rodzinnemu majątkowi Carl Gustav Jung mógł oddawać się swoim badaniom. Carl Gustav i Emma spotkali się po raz pierwszy, gdy ona miała czternaście lat, a on – dwadzieścia jeden. Małżeństwo zostało zawarte 14 lutego 1903 roku. Ze związku Emmy i Carla Gustava przyszło na świat pięcioro dzieci.
Emma bardzo interesowała się pracą swego męża – sama uprawiała podobne studia, w końcu została znaną psychoanalityk, korespondowała z Freudem. Przez całe życie pisała książkę poświęconą legendzie o świętym Graalu – Die Graalslegende in psychologischer Sicht – ostatecznie jej nie ukończyła. Już po jej śmierci dzieło doprowadziła do końca współpracownica Junga – Marie-Louise von Franz.

## Wybrane prace
- Die Graalslegende (razem z Marie-Louise von Franz)
- Animus und Anima (1955)